# Чентро Тре Денари (Рим)
Чентро Тре Денари је насеље у Италији у округу Рим, региону Лацио.
Према процени из 2011. у насељу је живело 973 становника. Насеље се налази на надморској висини од 13 м.